# Coccothrinax fragrans
Coccothrinax fragrans är en enhjärtbladig växtart som beskrevs av Karl Ewald Maximilian Burret. Coccothrinax fragrans ingår i släktet Coccothrinax och familjen Arecaceae. Inga underarter finns listade i Catalogue of Life.